# Kurt Lottner
Kurt Lottner (30 de octubre de 1899 - 15 de marzo de 1957) fue un general alemán durante la II Guerra Mundial. Fue condecorado con la Cruz de Caballero de la Cruz de Hierro de la Alemania Nazi.
Lottner era Kampfkommandant de Lübeck en abril-mayo de 1945. El 2 de mayo, las tropas británicas prepararon la conquista de Lübeck. Lottner, el Kreisleiter del NSDAP Bernhard Clausen, el alcalde Otto-Heinrich Drechsler, el jefe de policía Walther Schröder y otros oficiales estuvieron de acuerdo con que luchar contra el avance de la 11.ª División Blindada británica no tenía sentido. Dieron la orden de retirar las cargas explosivas situadas en puentes y en las instalaciones portuarias.

## Condecoraciones
- Cruz de Caballero de la Cruz de Hierro el 14 de octubre de 1943 como  Oberst y comandante del Infanterie-Regiment 111[3]